# نیکولاس برونو
نیکولاس برونو (انگلیسی: Nicolás Bruno؛ زادهٔ ۲۴ فوریهٔ ۱۹۸۹) بازیکن والیبال اهل آرژانتین است.